# Шви
Шви (на арменски: Շվի, буквално свирене, свистене) се нарича арменски духов музикален инструмент със свирков наустник. Среща се в две разновидности - дървен и глинен. Глиненият е от рода на окарината, но формата му е различна.
Най-разпространен е дървеният вариант. Дължината му е около 30 cm, има осем отвора за пръстите, като един от тях е за палеца. Материалът, от който се изработва, обикновено е кайсиева дървесина, използват се и тръстика, върбова кора и орех. От кайсия се изработва главно т.нар. „тав шви“, който е с по-лиричен звук. В шви няма отделна пластина за звукоизвличане, тъй като в случая тя е част от самия инструмент.
Диапазонът на шви е октава и половина. Преходът във втората октава се осъществява за сметка на малко по-силно налягане на въздуха. Ниската октава звучи подобно на блокфлейта, а високата напомня звученето на пиколо. Способността на шви да издава много високи тонове го прави отличен инструмент за имитация на различни птичи гласове. Обикновено на шви в Армения се изпълняват овчарски мелодии и песни.